# Idéfix
Pour les articles ayant des titres homophones, voir Idée fixe et IdefX.
Idéfix est un chien de fiction de la bande dessinée Astérix de René Goscinny et Albert Uderzo. Il s'agit de l'animal de compagnie d'Obélix.
Il apparaît pour la première fois dans l'aventure Le Tour de Gaule en 1965. Après un passage dans une charcuterie de Lutèce, le chien suit discrètement Astérix et Obélix jusqu'à la fin de l'album où il se fait remarquer par Obélix. Son nom a ensuite été proposé par les lecteurs du magazine Pilote à l'occasion d'un concours, et accepté par les auteurs.
Le personnage fait l'objet d'aventures indépendantes dans le cadre d'Idéfix et les Irréductibles, une série télévisée diffusée sur France Télévisions et une BD dont le premier volume est publié en 2021.

## Description

### Physionomie
Dans Le Tour de Gaule d'Astérix, Idéfix est dessiné avec des pattes très courtes. À la demande des dessinateurs de dessins animés, l'animal a vu ses pattes s'allonger car il est difficile d'animer un animal avec de courtes pattes. Le chien troque donc son gros ventre et ses petites pattes pour un corps plus svelte et des pattes plus longues. Selon Nicolas Rouvière, Idéfix se rapproche du schnauzer blanc, du bichon maltais et du West Highland white terrier.
Idéfix est petit, blanc, avec le bout des oreilles et de la queue noire. Il a un gros nez et des moustaches, comme les personnes gauloises. Dans les films d'Astérix en prise de vue réelle, le rôle est tenu par un westie maquillé.

### Caractère du personnage
Idéfix est un peu à l'image des deux personnages : boudeur, il lui arrive de ne pas répondre aux attentes d’Obélix, mais également rusé, il sait les sortir d'un mauvais pas (par exemple l'échappée de la pyramide dans Astérix et Cléopâtre). C'est un faire-valoir : ce petit personnage à l'aspect fragile contraste avec le physique massif d'Obélix, tout en suggérant le caractère sensible et délicat de ce dernier. En partie grâce à lui, Obélix est bien le grand costaud au cœur tendre voulu par ses auteurs.
Amoureux de la nature, il est contre l'abattage ou l'arrachage des arbres, qui le font pleurer, se mettre en colère ou s'évanouir. C'est particulièrement visible dans l'épisode Le Domaine des dieux où les Romains défrichent la forêt voisine des irréductibles Gaulois.
Idéfix semble doté d'un flair infaillible, mais Obélix dit ne lui avoir appris qu’à pister les menhirs. Les auteurs ont toujours laissé supposer que la complicité avec son maître est telle qu'Obélix arriverait à le comprendre (voir notamment Astérix et la Rentrée gauloise).
Il a l'esprit très ouvert et peu farouche : il se lie d'amitié facilement avec les chiens rencontrés au cours de ses voyages, comme le gigantesque dogue des Vikings dans La Grande Traversée ou les chiens paresseux d'Astérix en Corse. Il rencontre finalement l'amour dans Astérix et Latraviata où il fausse compagnie à son maître pendant une grande partie de l'aventure, pour revenir au banquet final accompagné de chiots. Il est également ami avec les poules et le coq du village Chanteclairix à qui il donne de la potion magique pour se battre contre l'aigle impérial romain. Il est aussi le grand ami de Pépé, le fils de l'Ibère Soupalognon y Crouton, de quoi rendre jaloux Obélix. Il sait enfin être une bonne nourrice, comme le montre l'album Le Fils d'Astérix.
Obélix veut souvent l'emmener en voyage contre l'avis d'Astérix qui le trouve trop petit. Mais le premier imagine toujours un stratagème pour l'emporter malgré cela. Dans Astérix en Corse, il est offert en cadeau souvenir par Obélix à Ocatarinetabellatchitchix, mais il s'agit d'une astuce d'Obélix : à la fin de l'aventure, quand le Corse leur demande quel souvenir ils souhaitent emporter, Obélix choisit « ce petit chien, là ». Les albums Astérix chez les Bretons, Astérix légionnaire, Astérix chez les Helvètes et Les Lauriers de César sont les seuls où Idéfix reste au village.
Idéfix s'exprime exclusivement par des aboiements, on ne le voit jamais parler et ses pensées sont exclusivement imagées, à deux exceptions près : dans les albums Astérix chez Rahàzade, où Idéfix pense « Et ça se dit poète !… », et Astérix et la Rentrée gauloise, où il parle avec les poules sans aboiement.

## Création

### Dans les albums
Idéfix apparaît pour la première fois de manière discrète dans l'aventure Le Tour de Gaule à la case 6 de la planche 9. Astérix et Obélix entrent dans une boutique de charcuterie de Lutèce à la porte de laquelle se trouve un petit chien blanc et noir qui attend. Lorsque les deux héros en sortent, le chien (encore anonyme) les suit patiemment tout le reste de l'album. Ce n'est qu'à la fin de l'aventure qu'il signale sa présence en aboyant et que Obélix le remarque, lui donnant une caresse et un os. C'est Astérix qui devait caresser le petit chien, mais Albert Uderzo changea d'avis au dernier moment.
Uderzo raconte que, dans le scénario original, le mot « chien » était souligné de la main de René Goscinny, ce qui attira son attention. Il eut alors l'idée de le conserver dans les pages suivantes afin de meubler des images qu'il trouvait un peu vides. Il fit cette proposition à Goscinny qui l'accepta et ce petit animal gambada dans les cases de l'album sans explication. Puis il devient le compagnon indispensable et inséparable d'Obélix.

### Nom
C'est à la suite d'un concours organisé dans le journal Pilote, avec pour lot un album dédicacé, que ce personnage trouva son nom. La nouvelle fut annoncée officiellement le 12 décembre 1963 dans le numéro 216 de Pilote. Pour expliquer leur choix, les auteurs écrivirent que :
« Ça n'a vraiment pas été facile de faire un choix. Des noms, il y en a eu beaucoup, et de très drôles ; citons : Patracourcix, Papeurderix, Trépetix, Paindépix, Toutousanprix, et autres Minimix. La plupart des lettres étaient accompagnés de dessins, représentant Astérix, Obélix et le petit chien, encore anonyme. Nous avons choisi Idéfix parce que c'est un nom court, qui sonne bien, qui claque à l'oreille. Il représente bien le caractère du petit chien ; c'est en effet un jeune animal à idées fixes : il veut toujours suivre ses deux amis gaulois et il pense toujours à manger de gros os. »
Son nom est la contraction de l'expression avoir une idée fixe, qui signifie « être obsédé par une seule pensée », d'où « ne pas changer facilement d'avis, être têtu ». Le suffixe -ix caractérise les anthroponymes gaulois dans la série.
Comme pour beaucoup de personnages de la série, son nom dans les versions étrangères est adapté en fonction de la langue ; tantôt une légère adaptation qui conserve sens original ou sonorité générale : Idéiafix en portugais, Ideafix en espagnol, İdefiks en turc, Idefiks en polonais..., tantôt un nom très différent : Gafarelix en occitan, Waldix en alsacien, etc. Dogmatix en anglais exprime un peu la même idée, avec de surcroît un jeu de mots sur « dog » (chien), et dogmatique.

## Médias

### Les séries Idéfix
Trois séries dérivées sont centrées sur le personnage d'Idéfix. La première est une version destinée aux enfants, apparue en 1973-1974 et comptant 16 albums, mais n'ayant aucun rapport avec la série des Astérix :
1. Idéfix se fait un ami
2. La chasse au sanglier
3. L'orage
4. Un goûter bien mérité
5. Idéfix et le bébé
6. Idéfix et le poisson clown
7. Idéfix à la neige
8. L'anniversaire d'Idéfix
9. Idéfix fait du sport
10. Idéfix et la petite fille
11. Une folle poursuite
12. Idéfix au cirque
13. Idéfix magicien
14. Idéfix et le perroquet
15. Idéfix s'en va-t'en guerre
16. Idéfix et le petit lapin

La seconde date de 1983 lorsque Uderzo décida de faire revivre le personnage. L'idée lui en vint avec l'apparition du coq Chanteclairix dans Astérix et la rentrée gauloise, mais seulement deux albums sortirent :
1. Idéfix et le vilain petit aiglon
2. Idéfix et la grande fringale

La troisième intitulée Idéfix et les Irréductibles est publiée à partir de 2021 aux éditions Albert René et est adaptée d'épisodes de la série télévisée du même nom, également diffusée sur France Télévisions à partir de septembre 2021.
1. Pas de quartier pour le latin ! (avec un jeu de mots sur le Quartier latin).
2. Les Romains se prennent une gamelle !
3. Ça balance pas mal à Lutèce !
4. Les irréductibles font leur cirque
5. Idéfix et le druide
6. La Forêt Lumière
7. La Traversée de Lutèce
8. À la Poursuite du Flacon Vert (11 juin 2025)

### Adaptations au cinéma

#### Films d'animations
Idéfix apparaît dans tous les longs métrages d'animation de la saga, s'y exprimant par aboiements, généralement assurés par Roger Carel (qui est par ailleurs la voix principale d'Astérix).
Son rôle est parfois plus étendu que dans les albums, notamment dans Astérix et la Surprise de César où il accompagne nos héros tout au long de l'intrigue. Or celle-ci est tirée des albums Astérix gladiateur (où le personnage n'existait pas encore) et Astérix légionnaire (où il reste au village). De même dans l'adaptation animée d'Astérix chez les Bretons, il prend part au voyage en Bretagne alors qu'il est confié à Panoramix dans la bande dessinée.
Il a par ailleurs donné son nom et son image aux studios Idéfix, studios d'animation créés en 1974, qui ont à leur actif les longs métrages Les Douze Travaux d'Astérix (1976) et La Ballade des Dalton (1978).

#### Films en prises de vues réelles
Idéfix correspond aux caractéristiques du schnauzer nain ; néanmoins dans les films d'Astérix en prises de vues réelles, son rôle est tenu par un westie maquillé.

### Série télévisée
Idéfix est le héros de la série télévisée Idéfix et les Irréductibles dont la diffusion est prévue en septembre 2021 sur Okoo, l'offre jeunesse de France Télévisions, et plus spécifiquement sur France 4. Il s'agit d'une préquelle de la série Astérix, se déroulant en 52 av. J.-C. à Lutèce, soit deux ans avant la rencontre d'Idéfix avec Astérix et Obélix devant une boucherie de cette même cité gauloise, dans Le Tour de Gaule d'Astérix (1965). Il évolue donc dans son propre univers avec une bande d'animaux pour défendre Lutèce contre sa romanisation par le général Labienus. La série fait exceptionnellement s'exprimer le personnage en langage humain, sa voix étant celle du comédien Benjamin Bollen.
Le 2 juillet 2021, 13 épisodes sont mis en ligne en avant première sur le site et l'application Okoo.

### Jeux vidéo
Idéfix apparaît dans la plupart des jeux vidéo Astérix et notamment dans :
- Astérix and the Great Rescue, 1993 développé par Core Design et édité par Sega : Idéfix a été enlevé avec Panoramix et Astérix et Obélix doivent les retrouver.
- Astérix : La Bataille des Gaules, 1999 développé et édité par Infogrames : Idéfix apparaît dans des mini-jeux bonus où il ne faut pas le frapper pour ne pas perdre de points.
- Astérix Maxi-Delirium, 2001 développé et édité par Infogrames : Idéfix apparaît dans certaines épreuves du jeu où il ne faut pas le frapper pour ne pas perdre de points.

Il est au centre du scénario du jeu Astérix : Sur la trace d'Idéfix (2000).
Idéfix est également présent dans tous les jeux développés par Étranges Libellules et édités par Atari puis par Microids et OSome Studio et Mr Nutz Studio, il participe aux phases de combats avec Astérix et Obélix qui peuvent l'envoyer mordre des ennemis pour mieux les frapper ensuite :
- Astérix et Obélix XXL, 2004 ;
- Astérix et Obélix XXL 2 : Mission Las Vegum, 2005 ;
- Astérix aux Jeux olympiques, 2007 ;
- Astérix et Obélix XXL 3 : Le Menhir de cristal, 2019 (développé par OSome Studio) ;
- Astérix et Obélix : Baffez-les tous !, 2021 (développé par Mr Nutz Studio) ;
- Astérix et Obélix XXXL : Le Bélier d'Hibernie, 2022 (développé par OSome Studio) ;
- Astérix et Obélix : Baffez-les tous ! 2, 2023 (développé par Mr Nutz Studio).

### Attractions auParc Astérix
Au sein du célèbre parc d'attractions, l'image d'Idéfix est très présente.
Lors de l'ouverture, une attraction le mettait en scène : La Balade d'Astérix, qui comportait de nombreuses animatroniques et plusieurs représentaient Idéfix. L'attraction a été remaniée en 1999, devenant Épidemaïs Croisières, et le petit chien est depuis moins présent le long du parcours, laissant sa place à plus de personnages de l'univers de la série.
La même année, Idéfix est également présent sur les illustrations qui ornent le dessus du Carrousel de César (toujours en activité).
En 2008, Le Défi de César ouvre ses portes. Idéfix y apparaît par l'intermédiaire d'animations en images de synthèses, ses aboiements étant une fois de plus assurés par Roger Carel.
Lors de la saison 2014, le Parc Astérix fait place à La Forêt d'Idéfix, une nouvelle zone réservée aux enfants et proposant des attractions adaptées à ce public.
La nouveauté 2019 du Parc est Attention Menhir, un film d'animation, réalisé par François-Xavier Aubague et Arnaud Bouron, projeté dans un nouveau cinéma 4-D. Ce dernier prend place dans le Cinématographe situé dans La Rue de Paris, renommé pour l'occasion Les Studios Idéfix, en référence aux studios du même nom. Le style graphique de ce film d'animation est basé sur les deux films réalisés par Alexandre Astier et Louis Clichy.
Idéfix est également souvent mis en scène dans les spectacles joués au Parc Astérix.